# Klątwa Komodo
Klątwa Komodo (ang. The Curse of the Komodo) – amerykański horror fantastyczno-naukowy z 2004 roku.  

## Fabuła
Na bezludnej tropikalnej wyspie, grupa amerykańskich naukowców przeprowadza eksperymenty genetyczne, licząc na to, że rozwiążą problem głodu na świecie. Wskutek błędu powołują do życia wielkiego jaszczura.

## Główne role
- Tim Abell: Jack
- Melissa Brasselle: Tiffany
- William Langlois: Phipps
- Gail Harris: Dawn
- Paul Logan: Drake
- Glori-Anne Gilbert: Rebecca
- Ted Monte: Hanson
- Cam Newlin: Reece
- J.P. Davis: Blake
- Jay Richardson: Foster
- Arthur Roberts: detektyw
- Richard Gabai: Jeffries
- Daryl Haney: Finton